# Caveolin
Caveoline sind die häufigsten membranständigen Proteine der Caveolae, 50–100 Nanometer großen sackförmigen Einbuchtungen der Plasmamembran auf der Oberfläche von unterschiedlichen Zelltypen. Die Molekülmasse der Caveoline liegt zwischen 22 und 24 kDa. Bislang sind drei Caveoline bekannt, am besten untersucht ist Caveolin-1. Es wird als biochemischer Marker der Caveolae in den unterschiedlichen Zelltypen angesehen. Caveolin-1 bildet einen hochmolekularen Komplex und interagiert mit Caveolin-2. Die höchste Expression von Caveolin-1 findet man in Fibroblasten, Endothelzellen, Pneumozyten Typ I und Fettzellen (Adipozyten). Caveolin-3 wird nur von Muskelzellen gebildet.
Mutationen im CAV1-Gen können zu einer (seltenen) erblichen Form von Lipodystrophie führen. Mutationen in CAV3 haben eine ganze Reihe möglicher erblicher Krankheiten zur Folge, je nachdem, welcher Teil des Gens (und damit des Proteins) verändert ist: Gliedergürteldystrophie Typ 1C; permanent überhöhte Werte von Creatinkinase im Plasma; übermäßige Reizbarkeit, Kontraktionen der Muskeln; hypertrophe Kardiomyopathie; Long-QT-Syndrom Typ 9; plötzlicher Kindstod.
Viele Zellfunktionen werden mit den Caveolae und Caveolin-1 in Verbindung gebracht: Membrantransport, Endozytose, Regulation des Calciumstoffwechsels, Lipidstoffwechsel sowie Signaltransduktion bei Zellvermehrung und programmiertem Zelltod. 
Caveolin-1 bildet das Gerüst der Caveolae und interagiert mit vielen Signalmolekülen und reguliert deren Aktivierung. So hemmt Caveolin-1 die Aktivierung von Rezeptoren für Epidermal Growth Factor und Platelet Derived Growth Factor. Dies führt zu einer Verminderung von Zellwachstum und verstärkter Apoptose.
Bei Patienten mit idiopathischer Lungenfibrose ist die Expression von Caveolin-1 im Lungengewebe deutlich vermindert. Transforming growth factor β1 (TGF-β1), ein Zytokin, welches die Vermehrung von Bindegewebe fördert, hemmt die Expression von Caveolin-1 in Fibroblasten der menschlichen Lunge. Umgekehrt hemmt Caveolin-1 in kultivierten Fibroblasten die durch TGF-β1 induzierte Produktion von extrazellulärer Matrix.